# Ismaël Dioubaté
Pour les articles homonymes, voir Dioubaté.
Ismaël Dioubaté est un homme politique guinéen.
Il est nommé ministre du budget sous la présidence d'Alpha Condé du 26 mai 2018 au 5 septembre 2021,.

## Parcours professionnel
En mai 2018, il est nommé Ministre du Budget dans le Gouvernement Kassory I en mai 2018 et reconduit dans gouvernement Kassory II jusqu'à la dissolution du gouvernement le 5 septembre 2021,.

## Inculpation
Accusé de détournements de deniers publics, de blanchiment d'argent  de capitaux, de corruption et de complicité, il comparait devant la Chambre d'instruction de la CRIEF le 22 février 2022 et est placé sous mandat dans une prison de Conakry.
Le 25 février 2022, il bénéficie d'une liberté conditionnelle